# David Furley
David John Furley (Nottingham, 24 de febrero de 1922 - Banbury, 26 de enero de 2010) fue un filólogo clásico británico, especializado en filosofía presocrática. Fue uno de los mayores especialistas en atomismo antiguo y filosofía aristotélica. Sus obras aparecen firmadas sistemáticamente como David Furley o David J. Furley.

## Biografía
David John Furley comenzó sus estudios en la Nottingham High School. Estudió Filología Clásica en el Jesus College de Cambridge. Durante la Segunda Guerra Mundial sirvió en Myanmar. En 1947 fue contratado como profesor asistente en el University College de Londres, donde llegó a la posición de investigador. En 1966 se transladó a la Princeton University donde dio clases como profesor de Literaturas Clásicas, y desde 1974 como profesor de Idioma y Literatura Griegos «Charles Ewing». Emérito desde 1992, volvió más tarde a Inglaterra, donde falleció.
En 1948 contrajo matrimonio con Diana Armstrong, con quien estuvo casado hasta 1966. Hijo de ambos es el también filólogo clásico William D. Furley. En 1967 contrajo segundas nupcias con Phyllis Ross, fallecida en 2009.
Furley se especializó en filosofía griega, fundamentalmente presocrática y helenística. Fue presidente del Comité Internacional del Symposium Aristotelicum y de la Society for Ancient Greek Philosophy. En 1990 fue elegido miembro de la British Academy. Fue editor de la revista Phronesis de 1968 a 1972.

## Obras
- Furley, David J. "Aristoteles: On the World" Loeb Classical Library, 1955.
- Furley, David J. "Lucretius and the Stoics" en Bulletin of the Institute of Classical Studies, 1966.doi https://doi.org/10.1111/j.2041-5370.1966.tb00027.x.
- Furley, David J. Two Studies in the Greek Atomists Princeton University Press, 1967.
- Furley, David J. "Self-movers" en James G. Lennox & Mary Louise Gill (eds.) "Self-Motion: From Aristotle to Newton" Princeton University Press. pp. 3-14 (1994) (1a versión en 1978).
- Furley, David J. y J. S. Wilkie Galen on Respiration and the Arteries 1984 .
- Furley, David J. "The rainfall example in Physics II.8" en A. Gotthelf (ed.) Aristotle on Nature and Living Things Pittsburgh: Mathesis Publications, 177–182 1985; (reimpreso en D. J. Furley, Cosmic Problems pp. 115–120).
- Furley, David J. Cosmic Problems: Essays on Greek and Roman Philosophy of Nature, Cambridge: Cambridge University Press 1989.
- Furley, David J. The Greek Cosmologists: Band 1: The Formation of the Atomic Theory and its Earliest Critics, Cambridge 2006.